# 30-й избирательный округ (Кладно)
30-й избирательный округ (Кладно) — избирательный округ Сената Чехии, расположенный на территории района Кладно ограниченный на севере населёнными пунктами Стохов, Качице, Либушин, Свинаржов, Тржебиховице, Йемники, Кновиз, Подлешин, Зволеневес, Каменны Мост, Неумнержице и северной частью района Прага-Запад, ограниченной на юге населёнными пунктами Окорж, Лихоцевес и Статенице.

## Список представителей округа
| Выборы | Выборы | Сенатор | Сенатор               | Избирательная партия | Номинирующая партия | Политическая принадлежность | Сайт    |
| ------ | ------ | ------- | --------------------- | -------------------- | ------------------- | --------------------------- | ------- |
|        | 1996   |         | Ладислав Свобода      | ČSSD                 | ČSSD                | ČSSD                        | Профиль |
|        | 2002   |         | Ладислав Свобода      | ČSSD                 | ČSSD                | ČSSD                        | Профиль |
|        | 2008   |         | Иржи Динстбир         | ČSSD                 | ČSSD                | Беспартийный                | Профиль |
|        | 2011   |         | Иржи Динстбир младший | ČSSD                 | ČSSD                | ČSSD                        | Профиль |
|        | 2014   |         | Иржи Динстбир младший | ČSSD                 | ČSSD                | ČSSD                        | Профиль |
|        | 2020   |         | Адела Шипова          | Piráti               | Piráti              | Беспартийная                | Профиль |

## Явка избирателей
|  | Наибольшая явка избирателей |  | Наименьшая явка избирателей |

| Год  | % (1 тур) | % (2 тур) |
| ---- | --------- | --------- |
| 1996 | 37,64     | 35,05     |
| 2002 | 29,64     | 32,68     |
| 2008 | 39,33     | 31,21     |
| 2011 | 23,32     | 17,63     |
| 2014 | 35,69     | 14,82     |
| 2020 | 37,87     | 16,76     |